# Lance Storm
Lance Timothy Evers (3. travnja 1969.) nastupa pod kečerskim imenom Lance Storm je kanadski profesionalni hrvač koji trenutno ima potpisan ugovor s Impactom Wrestlingom kao producent. Najpoznatiji je bio u World Wrestling Entertainmentu (WWE), Extremeu Championship Wrestlingu (ECW) i Worldu Championshipu Wrestlingu (WCW). Nakon što se umirovio počeo je voditi vlastitu školu profesionalnog hrvanja Storm Wrestling Academy sa sjedištem u kanadskom gradu Calgaryju.

## Vanjske poveznice
|  | Zajednički poslužitelj ima još gradiva o temi Lance Storm |